# Балатональмади
Балатональмади (венг. Balatonalmádi) — город на западе Венгрии в медье Веспрем. Население — 8542 человека (2001).
Город расположен на побережье Балатона, около северо-восточной оконечности озера, в 15 километрах к юго-востоку от столицы медье — Веспрема и на таком же расстоянии в северо-востоку от Балатонфюреда. Через город проходят автомобильная и железные дороги, ведущие вдоль северного побережья Балатона.
Город образован слиянием нескольких деревень, в 1952 году к Балатональмади был присоединен Капталанфюред, в 1971 году — Вёрёшберени.

## Население
| Год  | Численность | Численность |
| ---- | ----------- | ----------- |
| 2013 | 8506        | [ 2 ]       |
| 2014 | 8578        | [ 3 ]       |
| 2015 | 8535        | [ 4 ]       |
| 2017 | 8640        | [ 5 ]       |
| 2021 | 9710        | [ 6 ]       |
| 2022 | 9495        | [ 7 ]       |
| 2023 | 9943        | [ 8 ]       |
| 2024 | 10 000      | [ 1 ]       |

## Города-побратимы
- Калайоки, Финляндия
- Эггенфельден, Германия